# Android Auto
Android Auto je mobilní aplikace vyvinutá společností Google pro zrcadlení funkcí zařízení Android, jako je chytrý telefon, na informačním panelu vozidla. Na panelu se zobrazují jen aplikace, které jsou pro Android Auto upraveny, a které splňují podmínky obchodu Google Play (zejména podmínky omezující interaktivitu, aby nebyla odváděna pozornost řidiče od řízení vozidla).

## Charakteristika
Jakmile je zařízení Android spárováno s jednotkou ve vozidle, může systém zobrazovat přizpůsobené některé aplikace na displeji vozidla. Displej auta slouží jako externí displej pro zařízení Android a zobrazuje uživatelské rozhraní aplikací upravené pro Android Auto. Mezi podporované aplikace patří mapy a automobilová navigace, přehrávání hudby, SMS, telefon a vyhledávání na webu. Systém podporuje ovládání tlačítky, stejně jako ovládání bez použití rukou pomocí hlasových příkazů. Android Auto je součástí Open Automotive Alliance, společného úsilí 28 výrobců automobilů, která je k dispozici ve 36 zemích.

### Připojení
V prvních verzích vyžadovalo Android Auto připojení zařízení pomocí USB kabelu. Později přibyla podpora bezdrátového připojení, které buď musí podporovat přímo informační panel vozidla nebo je možné použít adaptér (Motorola MA1, Carsifi, Awesafe, AAwireless).

## Dostupnost

Země, kde je Android Auto k dispozici

K dubnu 2021 je Android Auto k dispozici ve 42 zemích (viz mapa vpravo). V České republice je Android Auto oficiálně k dispozici od prosince 2020.
V roce 2024 Google oznámil, že Android Auto je k dispozici ve více než 200 miliónech automobilů.